# Toxorhynchites abyssinicus
Toxorhynchites abyssinicus är en tvåvingeart som beskrevs av Ribeiro 1991. Toxorhynchites abyssinicus ingår i släktet Toxorhynchites och familjen stickmyggor.
Artens utbredningsområde är Etiopien. Inga underarter finns listade i Catalogue of Life.